# آ-می

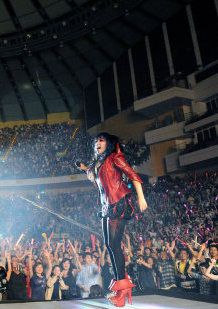
امی درحال خوانندگی در کنسرت

آ-می (انگلیسی: A-mei؛ زادهٔ ۹ اوت ۱۹۷۳) خوانندگی، ترانه‌سرا اهل تایوان است.